# Peter Dawo
Peter Dawo (Kericho, Kenia, 1964) es un exfutbolista de Kenia que jugaba en la posición de delantero.

## Carrera

### Club
| Periodo   | Club                |
| --------- | ------------------- |
| 1985–1986 | Transcom Nakuru     |
| 1987–1990 | Gor Mahia FC        |
| 1990–1991 | Arab Contractors SC |
| 1991–1992 | Al-Seeb SC          |
| 1992–1993 | Gor Mahia FC        |

### Selección nacional
Jugó para Kenia en 25 ocasiones de 1987 a 1990 y anotó dos goles; participó en dos ediciones de la Copa Africana de Naciones y en la clasificación de CAF para la Copa Mundial de Fútbol de 1990.

## Logros
- Liga keniana de fútbol (3): 1987, 1990, 1993
- Copa de Kenia (3): 1987, 1988, 1992
- Recopa Africana (1): 1987